# Gilles de Duremort
Gilles de Duremont, né à Rouen et  mort le 29 juillet 1444 au prieuré Saint-Lô de Rouen, est un évêque de Coutances du XVe siècle.

## Biographie
Gilles de Duremont est professeur émérite de théologie de la Sorbonne, abbé de Fécamp, de Beaupré et de Beaubec. Protégé par les Anglais, il est porté par eux au siège de Coutances en 1439. Il est un des juges qui condamnent au feu Jeanne d'Arc. Gilles de Duremont réside surtout au prieuré Saint-Lô de Rouen.

## Sources
- Histoire des évêques de Coutances, 1839.